# Joan Veny
Pour les articles homonymes, voir Veny.
Joan Veny Clar (né en août 1932 à Campos (Majorque) en Espagne) est un linguiste et dialectologue spécialiste du catalan. 

## Biographie
Après des études réalisées à l'université de Barcelone, à l'université de Poitiers et à l'université catholique de Louvain, il obtient un doctorat en philologie romane en 1956 (Paralelismos léxicos en los dialectos catalanes; directeur Antoni M. Badia i Margarit). Il se fait connaître par la publication de plusieurs ouvrages et de nombreux articles sur la linguistique catalane, en particulier dans les champs de la géolinguistique et de la dialectologie ; il faut noter Els parlars catalans qui a connu plusieurs rééditions,
Il est titulaire de la chaire de philologie catalane à l'université de Barcelone et membre de l'Institut d'Estudis Catalans (depuis 1978), où il dirige la réalisation de l'Atles lingüístic del domini català (ALDC), ainsi que le Petit atlas lingüístic del domini català (PALDC), les deux consultables sur internet (ALDC). Il participe aussi à la rédaction de l'Atlas linguistique roman.
Il s'est aussi consacré à l'édition de textes anciens (Regiment de preservació de pestilència, de Jacme d'Agramont, s. XIV ; édition parue en 1971), à l'étymologie, aux échanges linguistiques entre les langues de la Méditerranée (catalan, occitan, génois, espagnol) et il a publié de nombreux articles sur l'ichtyonimie catalane.
Des volumes de mélanges lui ont été dédiés. L'école de Campos porte son nom.

## Distinctions
- Creu de Sant Jordi, distinction décernée par la Generalitat de Catalogne (1997)
- Premi de la Fundació Catalana per a la Recerca (2004)
- Docteur honoris causa de l'université de Valence (2008)
- Médaille d'honneur de la Xarxa Lluis Vives d'Universitats, réseau qui regroupe les universités catalanes (2013)
- Premi d'Honor de les Lletres Catalanes (2015)
- Docteur honoris causa de l'université des îles Baléares (2016)